# Храм Рождества Христова (Уланок)
Храм Рождества́ Христо́ва — православный храм в селе Уланок Суджанского района Курской области, построенный в 1851—1862 годах в традициях русско-византийского стиля. Представляет собой одноэтажный каменный пятиглавый храм в форме креста, соединённый с трёхъярусной колокольней. Храм Рождества Христова примечателен своими росписями, выполненными во второй половине XIX века и сохранившимися примерно на 70 %, которые оформлены по так называемому сюжетно-повествовательному типу и характеризуются необычным порядком расположения сюжетов — хронологическим, а не в соответствии с годовым литургическим календарём. Памятник архитектуры регионального значения.

## История

### Предыстория и строительство
До постройки нынешнего кирпичного храма в селе Уланок было ещё два храма. Первый деревянный храм, купленный, вероятно, в конце XVII века, в гетманской столице городе Батурине, сгорел. Второй храм, купленный целиком в городе Сумы, был также деревянный и возведён в период между 1774 и 1780 годами в честь Рождества Христова. Этот храм был трёхглавым, в нём находился деревянный с позолоченной резьбой иконостас шириной 10 аршинов, имевший голубое поле и трое дверей (царские, северные и южные), по обеим сторонам от которого располагались два киота: справа находился образ Спасителя и Ахтырская икона Божией Матери, слева — икона святого Николая Чудотворца в драгоценной шитой ризе. Всего в храме имелось 15 икон, из них 11 — в самой церкви, три — в алтаре — и ещё одна — в притворе. Несмотря на часто выполняемые ремонты, с течением времени здание храма сильно обветшало, кроме того, церковь стала тесной для прихожан. Возникла очевидная необходимость сооружения нового здания. Новый храм был заложен в 1851 году, строился священником Павлом Петровским, церковным старостой капитаном артиллерии Петром Ивановичем Никифоровым и казёнными крестьянами Романом Герасимовичем Еременко и Андреем Арсеньевичем Волковым на средства прихожан и добровольные пожертвования. Строительство завершилось через 11 лет, и 17 (29) сентября 1862 года церковь была освящена епископом Курским и Белгородским Сергием. Предположительно, в начале 1870-х годов, когда храм просох и дал усадку, была выполнена внутренняя роспись.

### До Октябрьской революции
Приход церкви Рождества Христова в 1903 году составляли 309 дворов с проживавшими в них 2007 прихожанами, а в 1916 году — 286 крестьянских дворов с 2048 жителями. В 1896 году при храме была открыта женская церковно-приходская школа, в которой ежегодно обучалось от 45 до 55 человек; в 1916 году законоучителем в ней был священник М. А. Говоров.
За церковью числилось 3 десятины усадебной земли с погостом и 33 десятины пахотной. Первоначально приходское кладбище располагалось рядом с церковью, практически в центре села, однако в 1849 году ему было отведено другое место на расстоянии 1/4 версты от села, площадью 2,25 десятины. Новое кладбище окопали рвом и огородили частоколом, по сторонам обсадили декоративными деревьями, а саму площадь кладбища засадили фруктовым садом. На церковные средства содержался кладбищенский сторож из местных крестьян, поддерживавший чистоту и порядок на кладбище.

#### Внутреннее убранство и внешний вид в дореволюционные годы
Изначально планировавшаяся как однопрестольная, Христорождественская церковь всё же имела два престола. Главный престол был освящён в честь Рождества Христова. Так как к моменту освящения в храм была перенесена почитаемая чудотворной Пасовская (Цареградская) икона Божией Матери, то в честь чтимого образа было решено устроить и освятить северный придел храма. Южный придел не был освящён и использовался как ризница.
Особой гордостью храма был престол в главном алтаре, сооружённый из трёх пород дерева: кедра, певга и кипариса. Эта древесина была прислана в храм из Афонского монастыря в 1860 году: из Греции она была доставлена по морю в Одессу, а затем уже по суше в Суджу. Второй престол также был деревянный, оба они облачены в полотняную одежду. Главный иконостас был деревянный, трёхъярусный, с позолоченной отделкой, имел высоту 5 м и ширину 3 м. Два боковых иконостаса были деревянными, двухъярусными, с позолоченной отделкой, имели высоту 3 м и ширину 2 м. В храме имелся металлический напрестольный крест, 5 больших и 21 малая икона.
Храм изнутри был покрашен масляными красками, стены расписаны изображениями на различные священные сюжеты. Снаружи церковь была оштукатурена и побелена. Сам храм, фронтоны, трапезная и алтарь были покрыты чёрным железом и окрашены в зелёный цвет. Все пять глав храма были покрыты белым побронзированным железом; на них и на колокольне размещались четырёхконечные позолоченные железные кресты.

### После Октябрьской революции
После принятия декрета СНК РСФСР от 23 января (5 февраля) 1918 года храм Рождества Христова продолжал функционировать на основании договора с Уланковским волисполкомом. В соответствии с декретом ВЦИК от 23 февраля 1922 года из храма были изъяты 2 малые ризы и 2 совершенно малые ризы, 1 большая риза, серебряный напрестольный крест, священные сосуды, общий вес изъятого — 10,5 фунтов. В 1924 году Суджанским волисполкомом была произведена перерегистрация религиозного общества Христорождественской церкви села Уланок. Церковь являлась действующей до конца 1930-х годов, на 1 июня 1937 года в общине верующих насчитывалось 265 человек. Несмотря на это, одновременно в Суджанском райисполкоме на заседаниях рассматривался вопрос о расторжении договора с общиной верующих села Уланок по причине того, что ею не выполняются обязательства по ремонту и охране здания церкви от разрушения. Согласно решению Курского облисполкома от 8 мая 1940 года, Христорождественская церковь была закрыта как бездействующая с передачей здания району для использования по усмотрению исполкома.
Богослужения в храме были восстановлены в период немецко-фашистской оккупации в январе 1942 года, а в мае 1945 года вновь был подписан договор между Суджанским райисполкомом и верующими о передаче последним здания церкви в бесплатное бессрочное пользование. В мае 1961 года из-за отсутствия священника, который был переведён в другой приход, богослужения в Христорождественской церкви не проводились. На заседании Суджанского райисполкома, состоявшемся 18 декабря 1965 года, было принято решение о снятии с регистрации общества верующих рождественской церкви села Уланок и о последующей передаче церковного здания колхозу имени Чкалова с целью переоборудования под колхозный Дом культуры. Решение райисполкома основывалось на том, что в селе Уланок осталось совсем небольшое количество верующих, которые могли бы посещать ближайшую церковь в селе Борки Суджанского района, расположенную на расстоянии 3,5 км. 13 июля 1966 года Совет по делам религий при Совете министров СССР принял постановление о снятии с регистрации религиозного общества села Уланок Суджанского района как прекратившего свою деятельность и о закрытии церкви. Согласно решению Суджанского райисполкома от 22 декабря 1967 года здание храма с каменной оградой было передано колхозу имени Чкалова Уланковского сельсовета без права переоборудования. В 1970—1980-х годах богослужения в храме не проводились. Церковь стояла без купола главного барабана и остекления окон, крыша её протекала, в результате доступа в помещение свободной влаги были утрачены росписи купола и потолка, а росписи стен сохранились с многочисленными утратами и плотным слоем загрязнений.
19 марта 1990 года произведена регистрация религиозного общества Русской православной церкви в селе Уланок с передачей здания храма Рождества Христова для молитвенных целей. В 1992 году жители села постепенно стали возвращать в церковь иконы, которые они укрывали дома. В июне 1997 года в храме вновь начались богослужения. 26 июня 1998 года возобновлена регистрация православного прихода Рождества Христова.

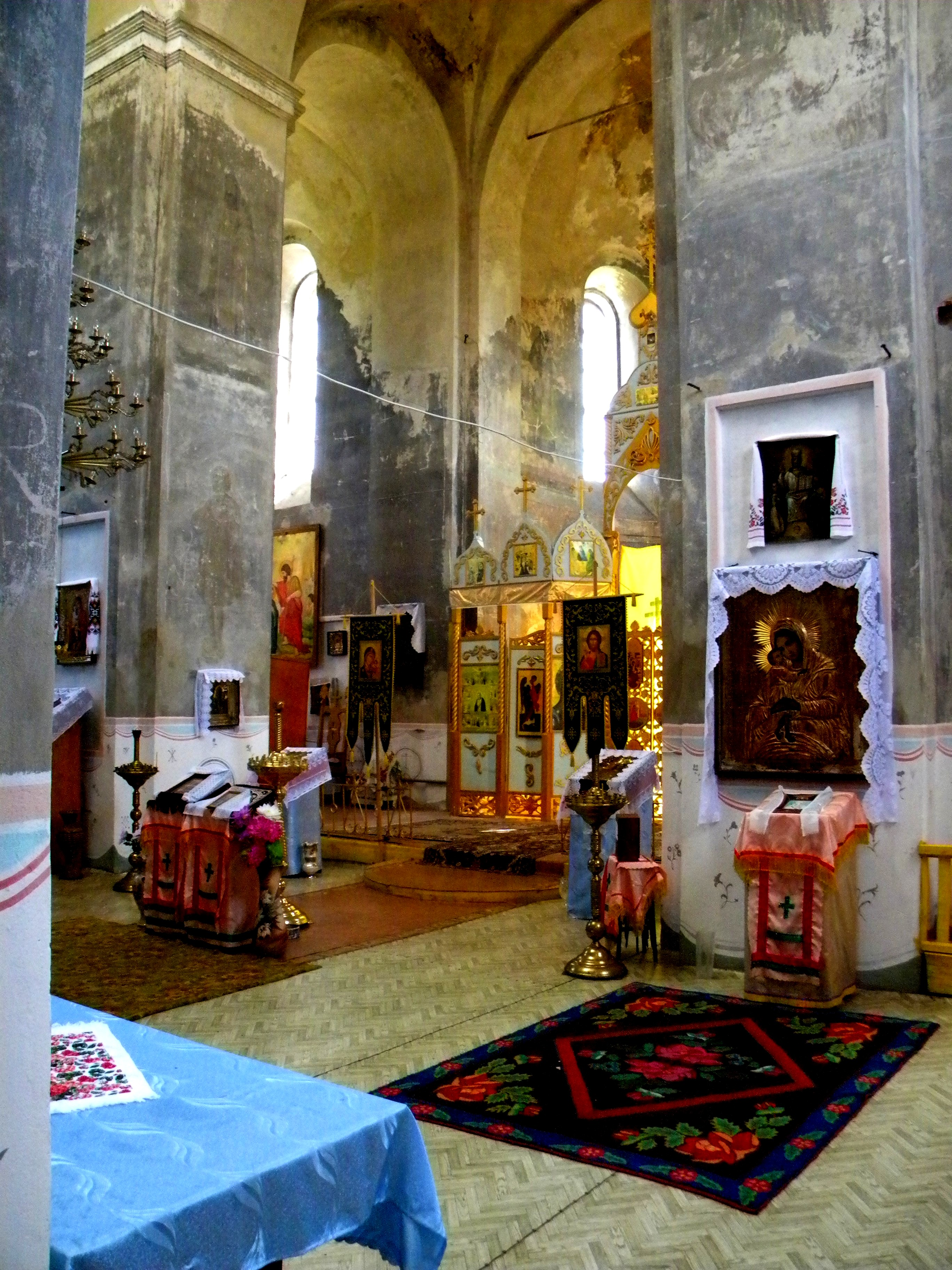
Интерьер храма Рождества Христова в 2010 году

В соответствии с постановлением губернатора Курской области от 30 октября 1998 года ансамбль храма Рождества Христова, включающий здание самой церкви и ограду с воротами, был взят под охрану в качестве памятника культовой архитектуры регионального значения.
С 2005 года в храме продолжаются внутренние реставрационные работы, проводимые студентами-реставраторами Харьковской государственной академии дизайна и искусств под руководством доцента кафедры реставрации станковой и монументальной живописи, кандидата искусствоведения В. В. Шулики. Помимо непосредственного выполнения консервации и реконструкции стенописей, параллельно проводятся исследования материалов монументальной живописи и искусствоведческие исследования. 1 апреля 2012 года храм Рождества Христова посетил архиепископ Курский и Рыльский Герман, а 30 сентября 2012 года, уже после возведения в сан митрополита, глава новообразованной Курской митрополии Герман совершил чин освящения восстановленного храма и вручил орден святого благоверного князя Даниила Московского III степени В. П. Семиноженко — главному восстановителю и благотворителю Христорождественского храма, чьи предки по линии матери родом из села Уланок.
28 декабря 2013 года в дар храму Рождества Христова были принесены два ковчега с частицами мощей Киево-Печерских преподобных. У ворот храма святыни встречал митрополит Курский и Рыльский Герман, который в сослужении духовенства совершил молебен святым преподобным и возглавил крестный ход вокруг храма, после чего было совершено всенощное бдение.
В ходе вторжения Украины в Курскую область храм серьезно пострадал: он был подожжён, обрушились купола и верхний ярус колокольни.

## Архитектура и убранство храма
Храм расположен в центре села на видном месте и окружён каменной оградой. Представляет собой одноэтажный каменный пятиглавый храм, построенный в традициях русско-византийского стиля в форме креста и соединённый с трёхъярусной колокольней. Храм имеет три фронтона (южный, северный и западный). Внутри храма четыре поддерживающие каменные колонны, здание имеет 31 окно. Длина и ширина самого храма составляют по 23 аршина, алтаря (апсиды), имеющего полукруглую форму, — 10 и 8 аршинов соответственно, трапезной — 13 и 8 аршинов соответственно, колокольни — 10 и 12 аршинов соответственно. Высота храма 53 аршина, а колокольни — 63 аршина. Церковь оборудована ночной внешней подсветкой.

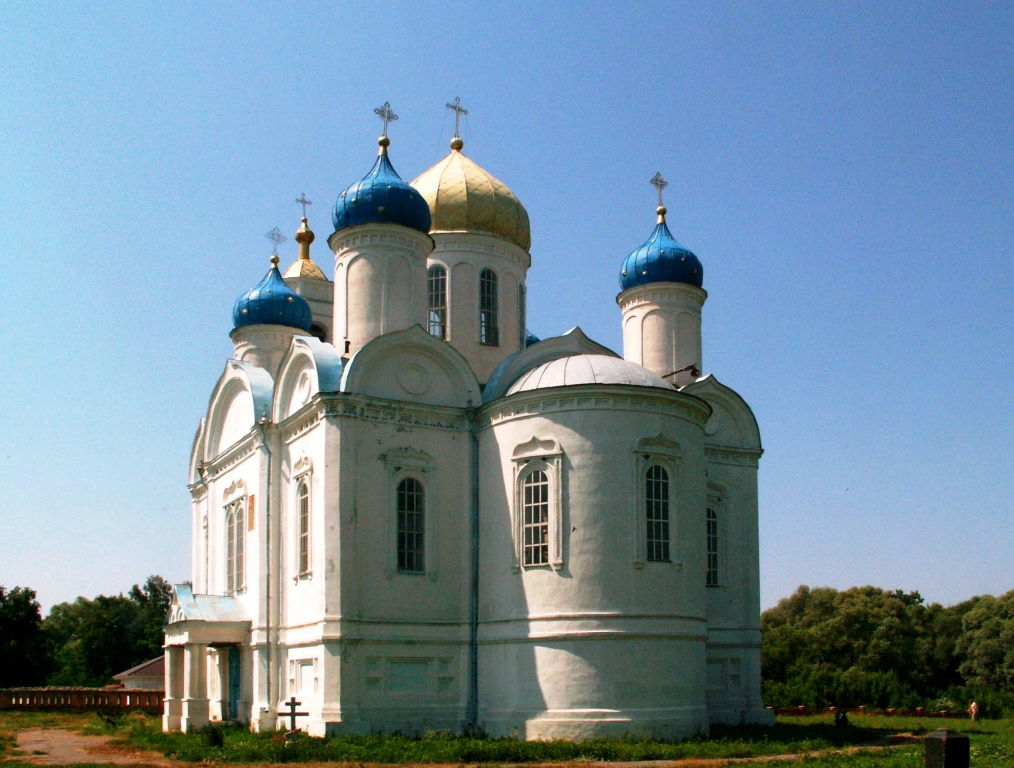
Вид на апсиду с юго-востока (2009)
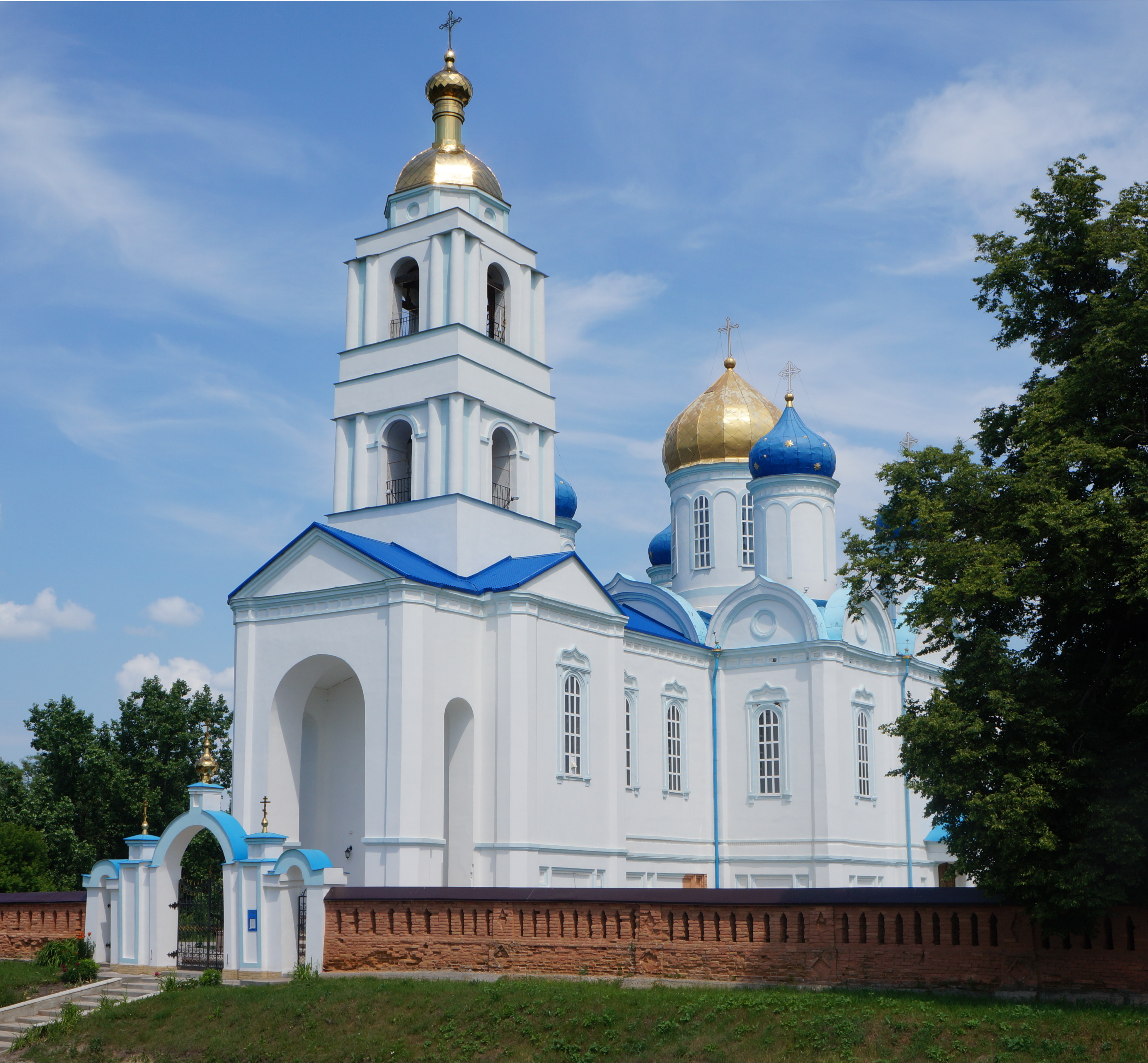
Вид на колокольню, ограду и ворота с юго-запада (2015)

Изнутри церковь оштукатурена известково-песчаной штукатуркой и расписана масляными красками.

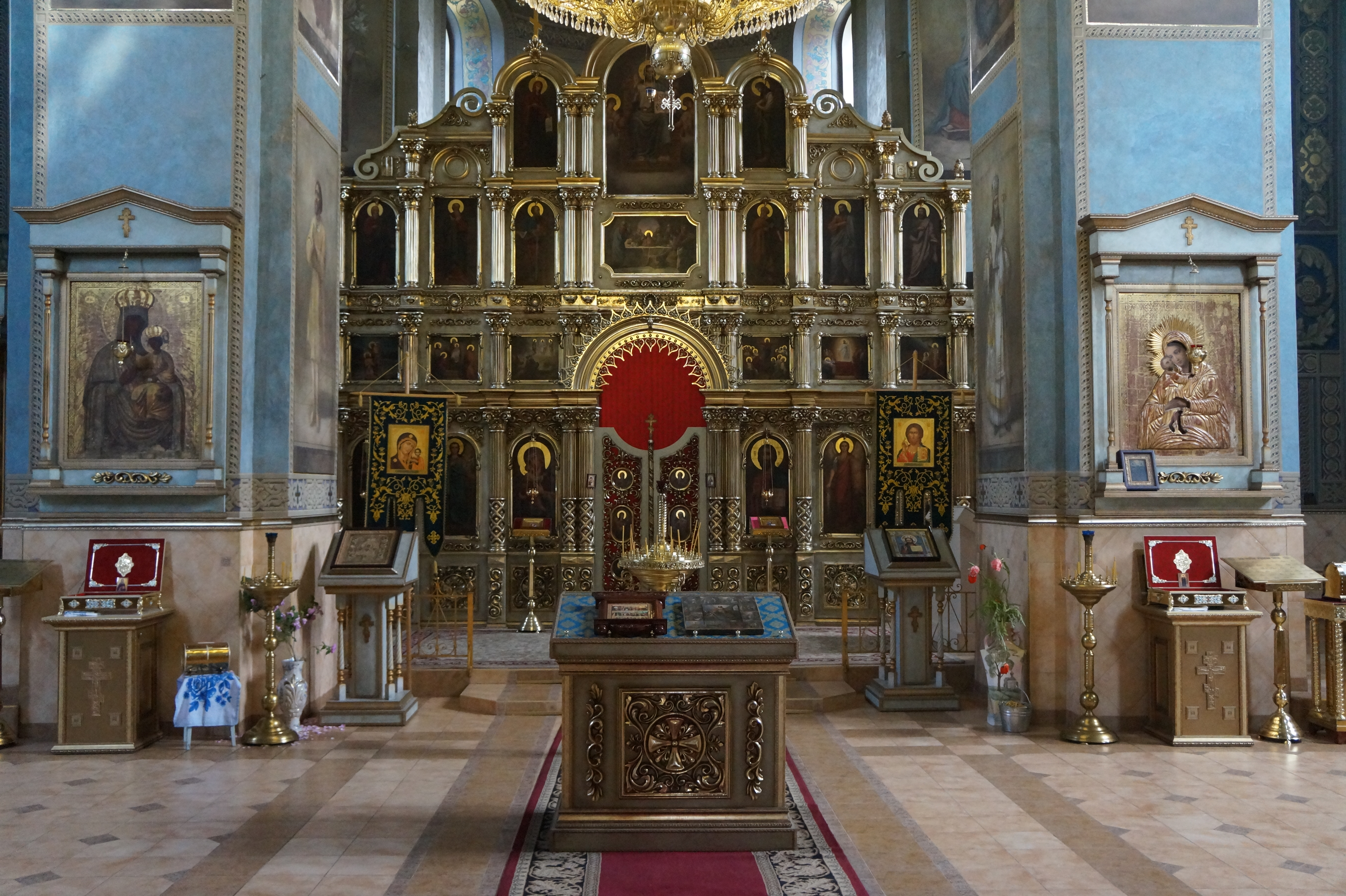
Современный интерьер храма. Иконостас
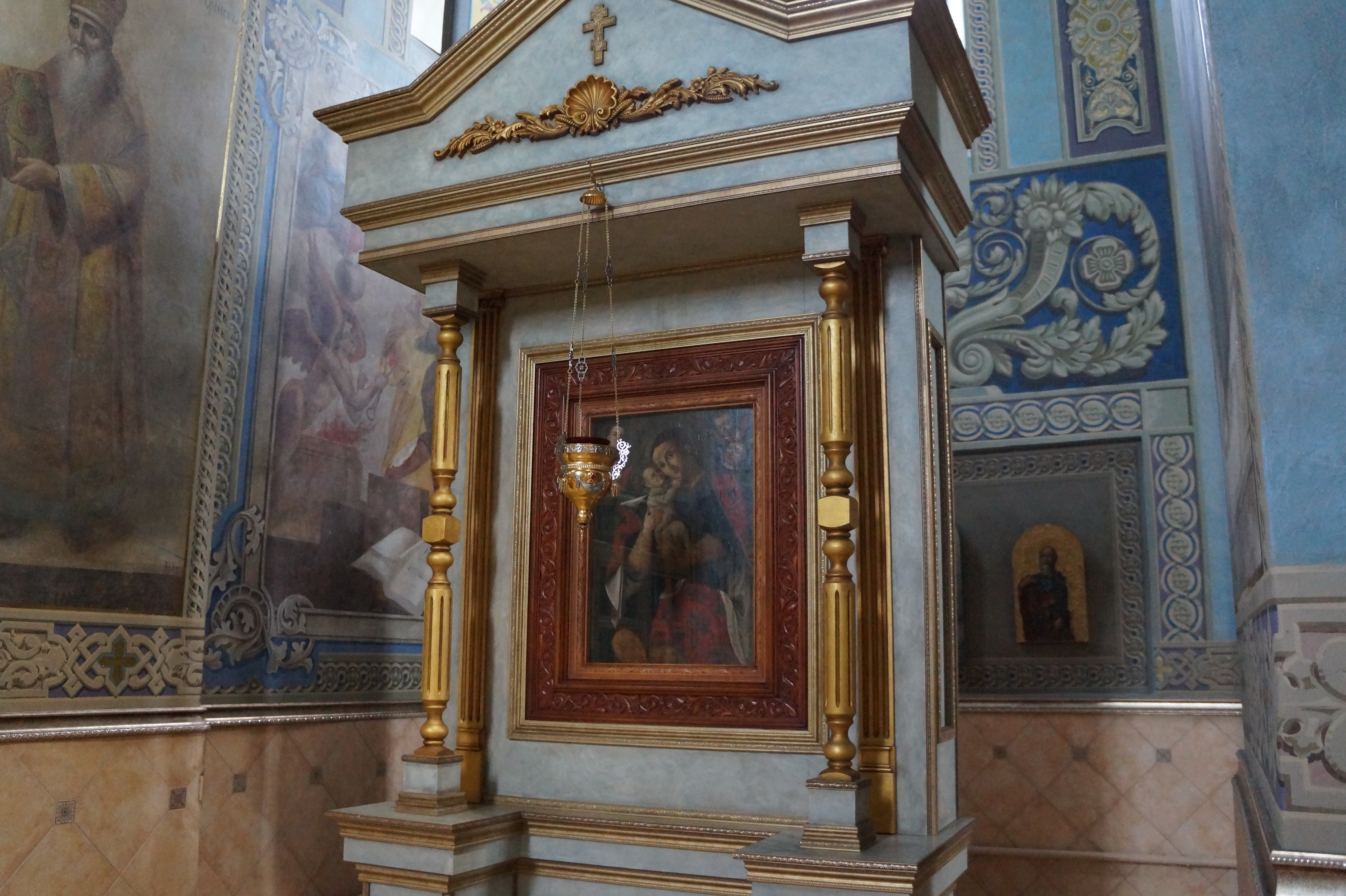
Современный интерьер храма. Пасовская икона Божией матери

Храмовые росписи Христорождественской церкви, выполненные во второй половине XIX века, сохранились примерно на 70 % (утрачены росписи купола и потолка). Достоверных сведений о мастерах и точном времени выполнения росписей в настоящее время нет. Предположительно, они выполнены в 1870-е годы; имеют черты стиля барокко и обрамление в виде листьев аканта. Росписи оформлены по так называемому сюжетно-повествовательному типу: на стенах храма находятся сюжеты Ветхого и Нового Заветов. Росписи уланковского храма, в отличие от храмовых стенописей периода средних веков, характеризуются совершенно другим порядком расположения сюжетов. В средневековых купольных храмах изображающие библейские сюжеты росписи размещались не в хронологическом порядке, а в соответствии с годовым литургическим календарём. В храме Рождества Христова, наоборот, росписи расположены хронологически, согласно земной жизни Иисуса Христа. Так как храм в селе Уланок посвящён Рождеству Христову, в нём изображены сюжеты христологического цикла.
В соответствии с каноном, первой росписью справа от входа является «Рождество Христово» («Поклонение волхвов»), а напротив неё располагается роспись «Избиение младенцев». Эти две первые росписи соответствуют моменту воплощения Бога Сына. Следующие далее росписи, также расположенные друг напротив друга, — «Изгнание торговцев» и «Исцеление расслабленного» — олицетворяют первый год служения Спасителя. Четыре храмовые росписи, размещённые далее, — «Притча о богатом и Лазаре», «Юноша, вопрошающий Спасителя, как наследовать жизнь вечную», «Притча о блудном сыне» и «Положение во гроб» — знаменуют собой третий год служения Иисуса Христа. Ещё далее в боковых приделах храма находятся две настенные росписи, изображающие ветхозаветные сюжеты: «Лествица Иакова» и «Видение пророка Исаии о пришествии Спасителя», которые олицетворяют Ветхозаветные пророчества о приходе Мессии. Расположенные в алтаре росписи «Моление о чаше» и «Воскресение Христово» знаменуют собой начало и окончание Страстей Христовых. В конхе апсиды изображено видение святого апостола Иоанна Богослова о втором пришествии Христа. На западной стене находится изображение Судного Дня — грядущего явления Иисуса Христа (исполнение пророчества Иоанна Богослова). Последняя описанная смысловая пара росписей размещена по оси восток-запад, а все предыдущие — по оси юг-север.

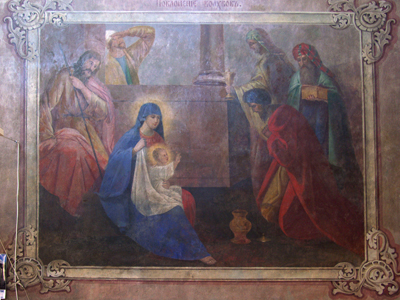
Настенная роспись «Поклонение волхвов»
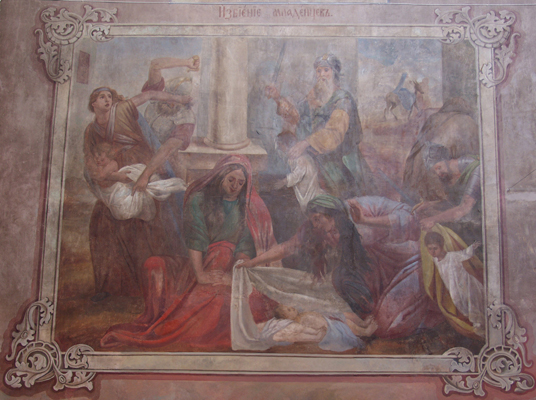
Настенная роспись «Избиение младенцев»
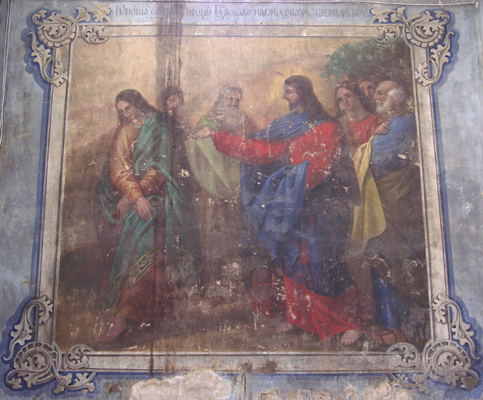
Настенная роспись «Юноша, вопрошающий Спасителя, как наследовать жизнь вечную»

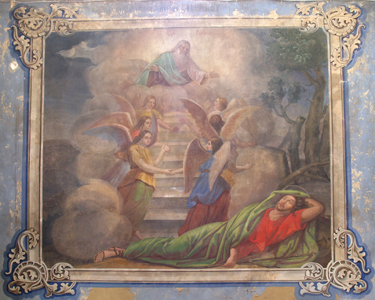
Настенная роспись «Лествица Иакова»
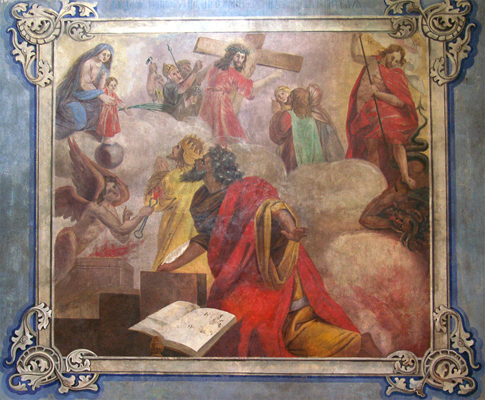
Настенная роспись «Видение пророка Исайи»

По мнению доцента Харьковской государственной академии дизайна и искусств В. В. Шулики, все росписи, украшающие храм Рождества Христова, были написаны по мотивам гравюр немецкого художника Юлиуса Шнорра фон Карольсфельда (1796—1872), который в середине XIX века изготовил целый сборник из 240 гравюр на сюжеты из Ветхого и Нового Заветов — «Библию в картинах» (1852—1860). Автор росписи в храме Рождества Христова иногда упрощал заимствованную у Шнорра фон Карольсфельда композицию путём исключения некоторых персонажей или же усиливал напряжение сюжета путём введения дополнительных символов и фигур. Некоторые гравюры мастером, расписывавшим Христорождественскую церковь, были переделаны на другой сюжет, или же в изображения других сюжетов были включены отдельные фрагменты гравюр Юлиуса Шнорра фон Карольсфельда.
Между описанными выше сюжетными композициями и на столбах размещены ростовые изображения христианских святых. По всей видимости, изображения на библейские сюжеты и изображения святых были выполнены разными группами мастеров, о чём свидетельствуют стилистические различия росписей. На южной стене находятся изображения святого Леонтия Ростовского, святого Филиппа Московского, святого Димитрия Ростовского. На северной стене размещены изображения святого Митрофана Воронежского, святого Корнилия Сотника, святого Иоанна Александрийского. Располагавшиеся на втором ярусе изображения святых не сохранились. На юго-западном столбе находятся изображения неустановленного святого царя, преподобного Сергия Радонежского, неустановленного святителя, святой Варвары, святого апостола и евангелиста Луки. На северо-западном столбе располагаются изображения неустановленного святого царя, святого Феодора Тирона, святого апостола и евангелиста Марка, святой праведной Анны, неустановленного святителя. На юго-восточном столбе размещаются изображения святого апостола и евангелиста Иоанна Богослова; святителя Никифора Константинопольского, святителя Николая Чудотворца. На северо-восточном столбе изображены святой апостол и евангелист Матфей; святой Алексий, Человек Божий; неустановленный святитель. В апсиде между окнами находятся изображения святого Василия Великого, святого Иоанна Златоуста, святого Григория Богослова и святого Григория Нисского. В притворе над входом размещено изображение главной святыни Христорождественского храма — Пасовской (Цареградской) иконы Божией Матери, поддерживаемой двумя ангелами. Над северным входом располагается образ Спаса Нерукотворного, над южным — икона Божией Матери «Скоропослушница». Подпружные арки украшены растительным орнаментом.

## Святыни и реликвии

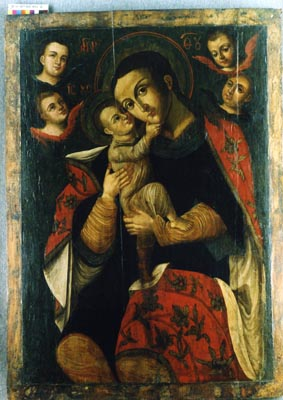
Пасовская (Цареградская) икона Божией матери из храма Рождества Христова

С самого момента основания храма особо почитаемой прихожанами его святыней являлась икона Пасовской, или Цареградской, иконы Божией Матери, которая ранее находилась в доме прихожанина помещика И. Ф. Никифорова, составляя собственность его рода. Специалисты склоняются к версии греческого происхождения этой иконы, в пользу чего свидетельствуют некоторые элементы, нехарактерные для русской иконографии, например, то, что Богородица на Цареградской иконе изображена с непокрытой головой. Этой иконе приписывалось чудесное исцеление дочери помещика, в связи с чем к ней с молитвой стали обращаться многие верующие, прося избавления от болезней. Иметь дома эту святыню стало совсем неудобно, в связи с чем сын помещика Пётр Никифоров перед закладкой храма в 1850 году пожертвовал её церкви. Для иконы была сделана на пожертвования серебряная риза весом 8 фунтов и стоимостью 400 рублей. В 1920-е годы этот образ из храма исчез. Уже в XXI веке усилиями священника Геннадия Ткача и жертвователей икона была выкуплена у частного коллекционера и 10 августа 2003 года возвращена в храм Рождества Христова. Икона представляет собой полуфигурное изображение Божией Матери с Младенцем. Христос изображён на иконе стоящим с правой стороны Богородицы. Своей левой ногой Младенец опирается на левое колено Божией Матери, а правую ногу Христос закинул на Её левую руку: Младенец как бы карабкается вверх, стремясь прильнуть к щеке Богоматери. Правой рукой Христос держит Богородицу за подбородок. Богоматерь своей левой рукой поддерживает Младенца под бедро, а правой рукой прижимает к себе. Христос изображён в белых одеждах. Богородица изображена с непокрытой головой, её украшенная золотыми цветами красная риза свободными складками ниспадает вниз, а туника имеет глубокий сине-зелёный цвет. По бокам от фигуры Богородицы изображены четыре херувима-путти: два справа и два слева.

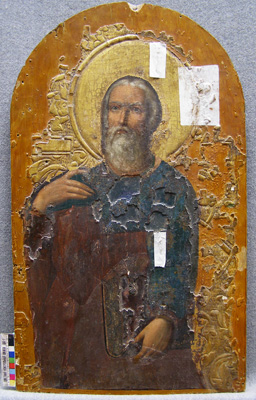
Икона святого апостола Иоанна Богослова

Другой заслуживающей внимания реликвией храма Рождества Христова является икона святого апостола Иоанна Богослова, которая была возвращена в церковь жителями села Уланок после 1992 года. Первоначальное расположение иконы в храме и место её написания неизвестны. Композиционно этот образ относится к иконам деисусного чина, в связи с чем предполагается, что изначально он был вставлен в иконостас. В 2003 году икона Иоанна Богослова находилась на реставрации в Харьковской государственной академии дизайна и искусств, где проведено её тщательное исследование: икона датирована XVIII веком (не исключено, что она была приобретена вместе с купленной готовой деревянной церковью — предшественницей нынешнего храма), а более поверхностные высокохудожественные записи личного письма датируются второй половиной XIX — началом XX века. Апостол изображён в трёхчетвертном положении на объёмном золочёном фоне, орнаментированном растительной резьбой; фигура святого повёрнута влево (относительно зрителя). Лик Иоанна Богослова также изображён в три четверти, а взгляд направлен вверх и вперёд. В опущенной вниз левой руке апостол держит Евангелие, а его правая рука поднята и замерла в жесте, указывающем на Евангелие.
Среди других святынь, находящихся в настоящее время в храме Рождества Христова, следует отметить древнюю икону Рождества Христова, пожертвованную ещё в старый деревянный храм крестьянином Фёдором Долгим, икону Святителя и Чудотворца Николая, тоже древней живописи, а также икону Божией Матери «Экономисса», написанную в Москве.